# レジリオ・ツール
レジリオ・ツール（Regilio Tuur、男性、1967年8月12日 - ）は、オランダのプロボクサー。スリナムパラマリボ出身。元WBO世界スーパーフェザー級王者。ダウンやストップされた経験がなく（敗戦は全て僅差での判定負けだった）、カウンター一撃では序盤中盤に倒す速攻型や終盤に倒すことも出来た万能型の選手。

## 来歴
1988年ソウルオリンピックに出場したが準々決勝で今大会で銀メダルを獲得するダニエル・ドミトレスクに0-5の判定負けを喫し敗退した。なおツールは1回戦でいきなりのKO勝利と3回戦では初回レフェリーストップ勝ちを収めるなど強打を発揮した。特に上記の1回戦で優勝候補と言われたケルシー・バンクスを破った時は今大会最大のサプライズと言われる大波乱を演出した。
1989年7月29日、ニューヨークのフェルト・フォーラムでプロデビューを果たし初回2分6秒TKO勝ちを収め白星でデビューを飾った。
1989年11月13日、ホセ・ルイス・ソトと対戦し3回TKO勝ちを収めた。
1990年1月29日、アトランティックシティのトランプ・プラザでフェルナンド・ロドリゲスと対戦し初黒星となる6回0-2(56-58、57-57、57-58)の判定負けを喫した。
1990年2月12日、ジャコビン・ヨーマと対戦し6回1-1(58-56、2者が57-57)の判定で引き分けとなった。
1990年11月12日、モーサー・サンゲーレと対戦し7回KO勝ちを収めた。
1991年2月12日、スティーブ・ホワイトストーンと対戦し2回TKO勝ちを収めた。
1991年3月25日、マヌエル・バティスタと対戦し初回2分9秒KO勝ちを収めた。
1991年5月27日、ファン・ピエーレ・ディバテーザと対戦し8回判定勝ちを収めた。
1991年6月14日、ニューヨークでニューヨーク州ライト級王者トマス・アルグエラスと対戦し4回2分44秒KO勝ちを収め王座獲得に成功した。
1991年7月23日、元IBF世界スーパーバンタム級王者ホセ・サナブリアと対戦し10回2-1(96-91、95-92、93-95)の判定勝ちを収めた。
1991年10月4日、ダニーロ・カブレラと対戦し7回TKO勝ちを収めた。
1992年3月27日、元IBF世界フェザー級王者カルビン・グローブと対戦し10回1-2(94-96、93-97、98-93)の判定負けを喫しニューヨーク州王座の初防衛に失敗し王座から陥落した。
1992年12月3日、ジャコビン・ヨーマとEBUヨーロッパスーパーフェザー級王座決定戦で対戦し12回判定勝ちを収め王座獲得に成功した。
1993年3月23日、マイケル・ラ・フラッタと対戦し7回TKO勝ちを収め初防衛に成功した。
1993年6月11日、ジャコビン・ヨーマと3度の対戦。12回判定負けを喫し2度目の防衛に失敗し王座から陥落した。
1994年4月18日、ボビー・ジャクソンと対戦し4回TKO勝ちを収めた。
1994年9月24日、ロッテルダムのスポーツパレイス・ホーイでオスカー・デ・ラ・ホーヤの返上で空位になったWBO世界スーパーフェザー級王座決定戦でエウゲン・スピードと対戦し12回3-0(118-108、118-110、117-109)の判定勝ちを収め王座獲得に成功した。
1995年3月9日、後のIBO世界ライト級王者トニー・ペップと対戦し12回3-0(117-111、119-109、116-112)の判定勝ちを収め初防衛に成功した。
1995年6月17日、ペテ・タリフェッロと対戦し5回2分43秒TKO勝ちを収め2度目の防衛に成功した。
1995年9月16日、元WBA世界スーパーバンタム級王者ルイス・メンドーサと対戦し11回TKO勝ちを収め3度目の防衛に成功した。
1995年12月23日、アムステルダムのRAIでギオルギオ・カムパネイラと対戦し12回3-0(118-110、119-109、119-111)の判定勝ちを収め4度目の防衛に成功した。
1996年4月1日、ナルシソ・バレンズエラと対戦し12回3-0(2者が120-108、120-109)の判定勝ちを収め5度目の防衛に成功した。
1996年9月6日、アトランティックシティのバリーズ・パークパレス・ホテル・カジノでホセ・ビダ・ラモス初回1分47秒KO勝ちを収め6度目の防衛に成功した。
1997年初頭に王座に在位のまま現役引退を表明。WBO世界スーパーフェザー級王座を返上した。
2001年8月30日、フレディー・クルスと対戦し8回判定勝ちを収め5年振りの復帰戦を白星で飾った。
2001年11月23日、後の世界2階級制覇王者オルランド・サリドと対戦し8回1-2の判定負けを喫した。なおツールがスーパーフェザー級で試合をすることが5年振りだった。
2001年12月20日、ショーン・シモンズと対戦し2回KO勝ちを収めた。
2002年5月2日、ジミー・ゼイキレと対戦し2回KO勝ちを最後に正式に引退した。

## 獲得タイトル
- ニューヨーク州ライト級王座
- EBUヨーロッパスーパーフェザー級王座
- 第6代WBO世界スーパーフェザー級王座（防衛6=剥奪）